# Jeffrey Satinover
Jeffrey Burke Satinover (n. 4 septembrie 1947, Chicago, Illinois) este un americano-evreu ortodox, psihiatru, psiholog și fizician. El este cel mai cunoscut pentru cărțile sale despre subiecte controversate în fizică și neuroștiință, dar și din religie; și mai ales pentru scrierile sale politice și publice cu privire la homosexualitate, căsătoria între persoane de același sex și mișcarea ex-gay.
Despre homosexualitate a afirmat că „nu este o boală adevărată, deși poate fi considerată o boală în sensul spiritual ca o boală a sufletului, înnăscută de natura umană decăzută.”

## Lucrări publicate (selecție)
- Feathers of the Skylark: Compulsion, Sin and Our Need for a Messiah Hamewith Books, 1996
- The Empty Self: Gnostic & Jungian Foundations of Modern Identity (Grove Books, 1995), 28 pp.
  - also as The Empty Self: C.G. Jung and the Gnostic Transformation of Modern Identity (Grove Books, 1996)
- Homosexuality and the Politics of Truth (Baker Books, 1996)
- The Truth Behind the Bible Code (Sidgwich Jackson, 1997)
- Cracking the Bible Code (1998)
- The Quantum Brain: The Search for Freedom and the Next Generation of Man (Wiley, 2002)